# حسین طاهرزاده
سیدحسین طاهرزاده (زادهٔ ۱۲۶۱ اصفهان – درگذشتهٔ ۱۲ شهریور ۱۳۳۴ تهران) خواننده موسیقی ایرانی بود.

## زندگی
سیّد حسین طاهرزاده در سال ۱۲۶۱ متولد شد. پدرش سیدطاهر تویسرکانی از تویسرکان همدان برای تحصیل فقه به حوزه علمیه اصفهان عزیمت کرد از این رو سیدحسین دوران کودکی و جوانی خود را در اصفهان سپری کرد.
طاهرزاده در سال ۱۲۷۸ خورشیدی به تهران آمد و با جهانگیرمیرزا آشنا شد. جهانگیرمیرزا نوه حسام‌السلطنه و جوان خوش ذوقی بود که ویولن می‌نواخت و در منزلش یک دستگاه حافظ الاصوات (فونوگراف) داشت. سیدحسین طاهرزاده با همراهی ویولن حسام‌السلطنه برای اولین بار آثار آوازی خود را با این دستگاه ضبط کرد.
طاهرزاده در منزل حسام‌السلطنه با هنرمندان مشهوری چون حبیب سماع حضور (نوازنده بزرگ سنتور) و میرزا عبدالله (نوازنده برجسته تار) آشنا شد. همچنین در منزل علی صفا ظهیرالدوله با درویش خان نوازنده مشهور تار آشنا شد و پس از آن سال‌ها دوست و همکار بودند. طاهرزاده در کنسرت‌های انجمن اخوت که به تشویق ظهیرالدوله تشکیل می‌شد شرکت کرد و غالباً عواید اینگونه کنسرت‌ها به امور خیریه و کمک به مستمندان اختصاص می‌یافت.
در سال ۱۲۸۸ خورشیدی برای ضبط صفحه به همراه درویش خان (تار) و باقرخان رامشگر (کمانچه) و اسدالله خان (تار و سنتور)، حسین هنگ آفرین (ویولن) و رضا قلی خان (آواز) و حبیب‌الله شهردار (پیانو) به لندن رفت. این سفر از راه روسیه انجام گرفت و در بین راه گروه در شهر رشت توقف داشته و به تقاضای مجاهدان مشروطه سه شب به اجرای کنسرت پرداختند.
طاهرزاده یک بار هم به همراه درویش خان و باقرخان رامشگر و اقبال السلطان (آواز) و عبدالله دوامی (تصنیف و ضرب) برای ضبط صفحه گرامافون عازم تفلیس شد و آنها علاوه بر ضبط صفحه دو شب نیز در سالن تئاتر گرجستان کنسرت برگزار کردند. با فروش صفحات مذکور در ایران شهرت سیدحسین طاهرزاده افزایش یافت و به چهره‌ای شناخته شده در میان خوانندگان آن دوره تبدیل گشت.
طاهرزاده خوانندگی را شغل و پیشه خود نمی‌دانست، از این رو در دوران میانسالی و کهولت فقط در جمع دوستان به آواز خواندن می‌پرداخت. در سال‌های پایانی عمر چاپخانه‌ای به نام سپهر تأسیس کرد و به کار فرهنگی چاپ مشغول شد. سیدحسین طاهرزاده در همان سال‌ها عضو شورای عالی موسیقی رادیو بود.
وی خواننده‌ای صاحب سبک بود که هم در اجرای قطعات آوازی و هم تصنیف‌ها و قطعات ضربی تبحر داشت. قمرالملوک وزیری، ادیب خوانساری و محمدرضا شجریان از سبک او پیروی کرده‌اند.
از ویژگی‌های آوازی او می‌توان به: دستیابی به اصول زیبا شناختی ثابت در شعر و تحریر، روانی و سیالی آواز، تحریرهای متنوع، ابداع در ملودی پردازی، مناسب خوانی، تلفیق متعادل شعر و موسیقی، حال آواز، صدایی گرم و رسا و دارای انعطاف بالا، لحن ویژه، تسلط بر پروراندن گوشه‌ها و اجرای عمیق و درونی تحریرها اشاره کرد.

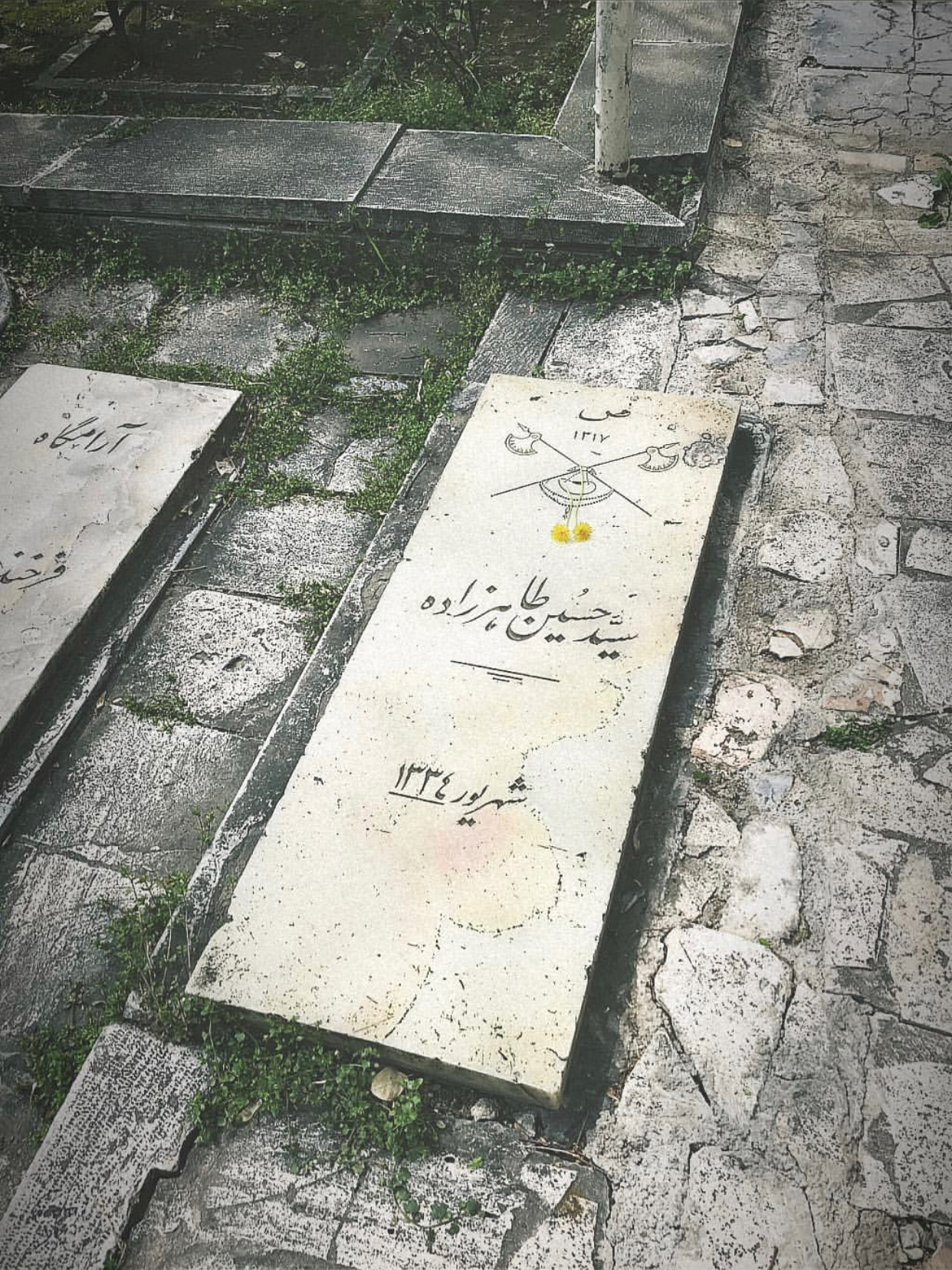
آرامگاه حسین طاهرزاده در گورستان ظهیرالدوله

وی در سال ۱۳۳۴ وفات یافت و در گورستان ظهیرالدوله به خاک سپرده شد.